# 大勒普什尼庫鄉
44°55′N 21°57′E / 44.917°N 21.950°E
大勒普什尼庫鄉（羅馬尼亞語：Comuna Lăpușnicu Mare, Caraș-Severin），是羅馬尼亞的鄉份，位於該國西南部，由卡拉什-塞維林縣負責管轄，面積124平方公里，海拔高度275米，2007年人口1,844，人口密度每平方公里15人。